# دین بکویث
دین بکویث (انگلیسی: Dean Beckwith؛ زادهٔ ۱۸ سپتامبر ۱۹۸۳) بازیکن فوتبال اهل بریتانیا است.
از باشگاه‌هایی که در آن بازی کرده‌است می‌توان به باشگاه فوتبال مارگیت، باشگاه فوتبال ایستلی، باشگاه فوتبال لوتون تاون، باشگاه فوتبال گیلینگام، باشگاه فوتبال ساتون یونایتد، باشگاه فوتبال داگنم و ردبریج، باشگاه فوتبال نورث‌همپتون تاون، و باشگاه فوتبال هرفورد یونایتد اشاره کرد.